# Pensament estratègic
El pensament estratègic es defineix com un procés mental o de pensament aplicat per un individu en el context d'assolir un objectiu o un conjunt d'objectius en un joc o un altre esforç. Com a activitat cognitiva, produeix pensament.
Quan s'aplica en un procés de gestió estratègica de l'organització, el pensament estratègic implica la generació i l'aplicació de coneixements i oportunitats empresarials úniques destinades a crear un avantatge competitiu per a una empresa o organització.
Es pot fer de manera individual, així com de manera col·laborativa entre persones clau que poden alterar positivament el futur d'una organització. El pensament estratègic grupal pot crear més valor en permetre un diàleg proactiu i creatiu, on els individus obtenen les perspectives d'altres persones sobre qüestions crítiques i complexes. Això es creu un benefici en entorns empresarials altament competitius i en canvi continu.

## Visió general
El pensament estratègic inclou trobar i desenvolupar una capacitat de previsió estratègica per a una organització, explorant tots els futurs organitzatius possibles i desafiant el pensament convencional per afavorir la presa de decisions en l' actualitat. El pensament estratègic recent apunta cada cop més clarament a la conclusió que la pregunta estratègica crítica no és el convencional "Què?", sinó "Per què?" o "Com?". El treball d'Henry Mintzberg i altres autors, donen suport encara més a la conclusió; i també establir una clara distinció entre el pensament estratègic i la planificació estratègica, un altre procés de pensament estratègic important.
El general André Beaufre va escriure l'any 1963 que el pensament estratègic "és un procés mental, alhora abstracte i racional, que ha de ser capaç de sintetitzar dades tant psicològiques com materials. L'estrateg ha de tenir una gran capacitat tant d'anàlisi com de síntesi. L'anàlisi és necessària per reunir les dades sobre les quals fa el seu diagnòstic, síntesi per tal de produir a partir d'aquestes dades el diagnòstic en si, i el diagnòstic, de fet, equival a una elecció entre cursos d'acció alternatius."
No hi ha una definició generalment acceptada per al pensament estratègic, no hi ha un acord comú sobre el seu paper o importància, i no hi ha una llista estandarditzada de competències clau dels pensadors estratègics. Tampoc no hi ha consens sobre si el pensament estratègic és un ideal o una propietat comuna i observable de l'estratègia. La majoria està d'acord que els models tradicionals d'elaboració d'estratègies, que es basen principalment en la planificació estratègica, no funcionen. L'estratègia en el panorama empresarial competitiu actual s'està allunyant de la "planificació estratègica" bàsica a més de "pensament estratègic" per seguir sent competitius. No obstant això, tots dos processos de pensament han de treballar mà a mà per obtenir el màxim benefici. S'ha argumentat que el veritable cor de l'estratègia és l'"estrateg"; i per a una millor execució de l'estratègia requereix un pensador estratègic que pugui descobrir estratègies noves i imaginatives que puguin reescriure les regles del joc competitiu; i posar en marxa la cadena d'esdeveniments que marcaran i “definiran el futur”.
Hi ha moltes eines i tècniques per promoure i disciplinar el pensament estratègic. El diagrama de flux de la dreta proporciona un procés per classificar un fenomen com un escenari en la tradició de la lògica intuïtiva i com es diferencia d'altres enfocaments de planificació.

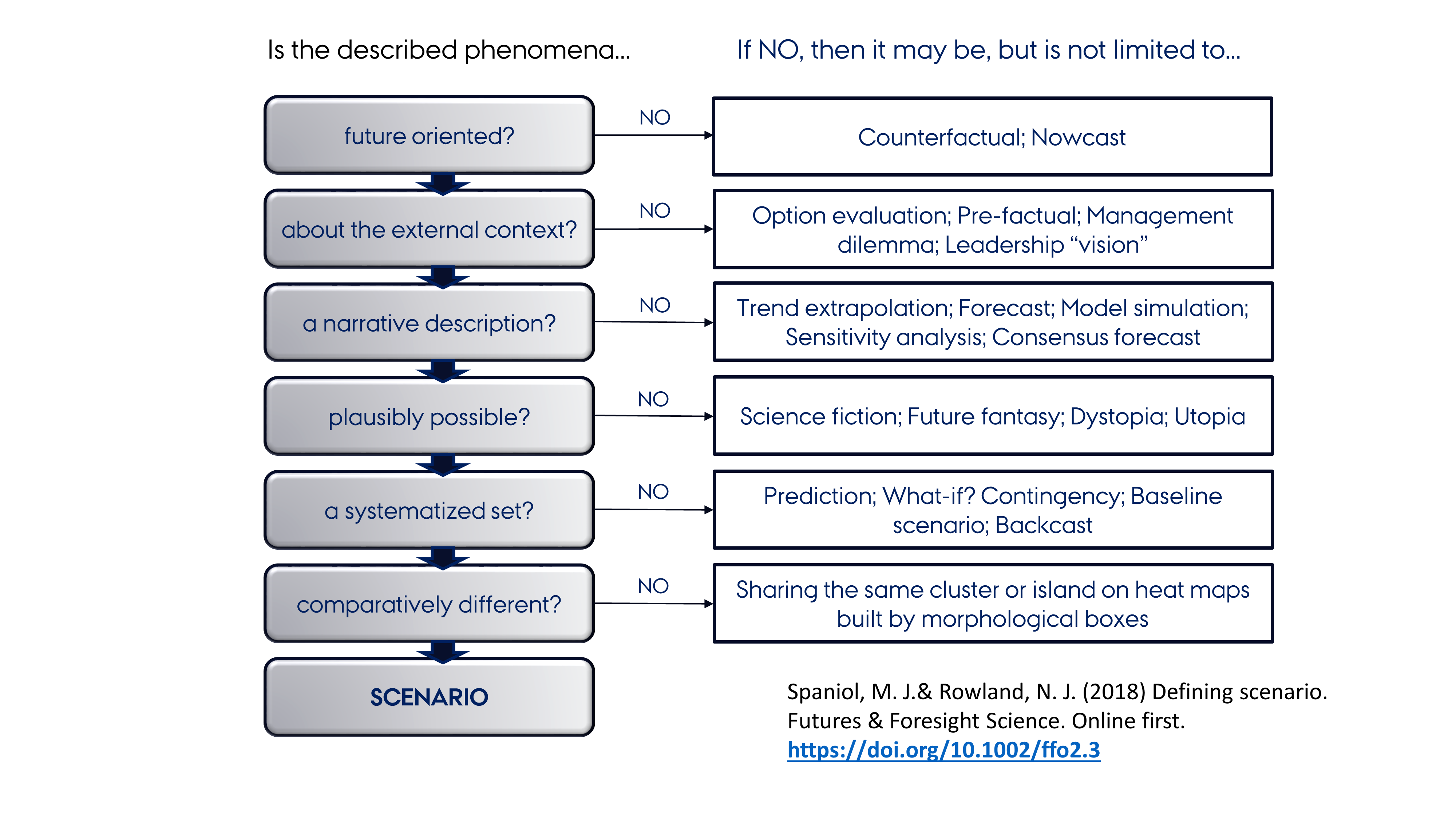
Procés de classificació d'un fenomen com a escenari de la tradició de la lògica intuïtiva.

## Pensament estratègic vs. planificació estratègica
Segons F. Graetz, el pensament estratègic i la planificació són "processos de pensament diferents, però interrelacionats i complementaris" que s'han de sostenir i fer-se costat mútuament per a una gestió estratègica eficaç. El model de Graetz sosté que el paper del pensament estratègic és "buscar la innovació i imaginar futurs nous i molt diferents que puguin portar a l'empresa a redefinir les seves estratègies bàsiques i fins i tot la seva indústria". El paper de la planificació estratègica és "realitzar i donar suport a les estratègies desenvolupades a través del procés de pensament estratègic i integrar-les de nou al negoci".
Henry Mintzberg va escriure el 1994 que el pensament estratègic és més sobre la síntesi (és a dir, "connectar els punts") que l'anàlisi (és a dir, "trobar els punts"). Es tracta de "captar el que el gerent aprèn de totes les fonts (tant les idees de les seves experiències personals com les experiències dels altres a tota l'organització i les dades dures de la investigació de mercat i similars) i després sintetitzar aquest aprenentatge en una visió de la direcció que hauria de seguir l'empresa". Mintzberg va argumentar que el pensament estratègic no es pot sistematitzar i és la part crítica de la constitució de l'estratègia, a diferència dels exercicis de planificació estratègica. Segons la seva opinió, la planificació estratègica passa al voltant de la formació de l'estratègia o l'activitat de pensament estratègic, proporcionant inputs perquè l'estrateg els consideri i proporcionant plans per controlar la implementació de l'estratègia després de la seva formació.
Segons Jeanne Liedtka, el pensament estratègic difereix de la planificació estratègica en les següents dimensions de la gestió estratègica:
|                                            | Pensament estratègic | Planificació estratègica |
| ------------------------------------------ | --- | --- |
| Visió del futur                            | Només es pot predir la forma del futur. | Un futur previsible i concretable en detall. |
| Formulació i implementació estratègica     | La formulació i la implementació són interactives més que no pas seqüencials i discretes. | Les funcions de formulació i implementació es poden dividir clarament. |
| Rol directiu en l'elaboració d'estratègies | Els directius de nivell inferior tenen veu en l'elaboració d'estratègies, així com una major latitud per respondre de manera oportunista a les condicions en desenvolupament.                                                                     | Els alts executius obtenen la informació necessària dels directius de nivell inferior i després l'utilitzen per crear un pla que, al seu torn, es difon als directius per a la seva implementació. |
| Control                                    | Es basa en l'auto-referència: un sentit d'intenció estratègica i propòsit integrat a la ment dels directius de tota l'organització que guia les seves eleccions diàriament en un procés que sovint és difícil de mesurar i controlar des de dalt. | Afirma el control mitjançant sistemes de mesura, assumint que les organitzacions poden mesurar i controlar variables importants amb precisió i rapidesa.                                           |
| Rol directiu en la implementació           | Tots els directius entenen el sistema més ampli, la connexió entre els seus rols i el funcionament d'aquest sistema, així com la interdependència entre els diferents rols que integren el sistema.                                               | Els directius de nivell inferior només necessiten conèixer bé el seu propi paper i es pot esperar que només defensin el seu propi territori.                                                       |
| Elaboració d'Estratègies                   | Considera que l'estratègia i el canvi estan ineludiblement lligats i assumeix que trobar noves opcions estratègiques i implementar-les amb èxit és més difícil i més important que avaluar-les.                                                   | El repte d'establir una direcció estratègica és principalment analític. |
| Procés i resultat                          | Considera el propi procés de planificació com un element crític de valor afegit. | El focus se centra en la creació del pla com a objectiu final. |

## Competències de pensament estratègic
Liedtka va observar cinc "atributs principals del pensament estratègic a la pràctica" que s'assemblen a les competències:
1. Perspectiva de sistemes, es refereix a ser capaç d'entendre les implicacions de les accions estratègiques. "Un pensador estratègic té un model mental del sistema complet de creació de valor d'extrem a extrem, el seu paper dins d'ell i una comprensió de les competències que conté".
2. Centrat en la intenció, cosa que significa més determinació i menys distracció que els rivals del mercat. Acreditant a Hamel i Prahalad que van popularitzar el concepte, Liedtka descriu la intenció estratègica com "l'enfocament que permet als individus d'una organització reunir i aprofitar la seva energia, centrar l'atenció, resistir la distracció i concentrar-se durant el temps que calgui per aconseguir un objectiu."
3. Pensar en el temps significa ser capaç de tenir en compte el passat, el present i el futur alhora per crear una millor presa de decisions i accelerar la implementació. "L'estratègia no està impulsada només per la intenció futura. És la bretxa entre la realitat d'avui i la intenció per al futur el que és fonamental." La planificació d'escenaris és una aplicació pràctica per incorporar "pensar en el temps" a l'elaboració d'estratègies.
4. Impulsat per hipòtesi, assegurant que tant el pensament creatiu com el crític s'incorporin a l'elaboració de l'estratègia. Aquesta competència incorpora explícitament el mètode científic al pensament estratègic.[5]
5. Oportunisme intel·ligent, que vol dir ser sensible a les bones oportunitats. "El dilema que comporta utilitzar una estratègia ben articulada per canalitzar els esforços organitzatius de manera eficaç i eficient sempre s'ha d'equilibrar amb els riscos de perdre de vista estratègies alternatives més adequades a un entorn canviant".